# گب (شبکه اجتماعی)
گب (به انگلیسی: Gab)، یک شبکه اجتماعی انگلیسی زبان است. گب در اوت سال ۲۰۱۶ میلادی به عنوان جایگزینی برای توئیتر ساخته‌شد.این وبگاه به عنوان بهشتی امن برای نئونازی‌ها، برترپندارهای نژاد سفید، و راستگرایان تندرو توصیف شده‌است. این وبگاه به کاربران خود اجازه می‌دهد تا پیامی متنی با حداکثر ۳٬۰۰۰ حرف را که گبز (به انگلیسی: Gabs) نامیده می‌شود، ارسال کنند.
گب خود را به عنوان رسانه‌ای که به آزادی بیان احترام می‌گذارد، معرفی می‌کند.
این وبگاه در دسامبر سال ۲۰۱۸ میلادی شمار کاربران خود را ۸۵۰٬۰۰۰ تن اعلام کرد؛ اگرچه در ژانویه سال ۲۰۱۹ تخمین‌زده شد که کاربران فعال این وبگاه تنها ۱۹٬۵۶۲ تن هستند. کاربرانی که بیشترین شمار دنبال‌کننده را در این وبگاه دارند، اشخاص دست‌راستی‌ای مانند ریچارد بی. اسپنسر، مایک سرنوویچ و الکس جونز هستند.